# San Donato di Ninea
San Donato di Ninea – miejscowość i gmina we Włoszech, w regionie Kalabria, w prowincji Cosenza.
Według danych na rok 2004 gminę zamieszkuje 1780 osób, 22 os./km².